# Charlie marynarzem
Charlie marynarzem (ang. Shanghaied) − amerykański film niemy z 1915 roku, w reżyserii Charliego Chaplina. 

## Treść
Właściciel statku pragnie zatopić swoją jednostkę podczas ostatniego rejsu, aby wyłudzić odszkodowanie. Zabiera na statek włóczęgę (Charlie Chaplin), zakochanego w jego córce, by pomógł w uśpieniu członków załogi i zrealizowaniu planu.

## Obsada
- Charlie Chaplin – włóczęga
- Wesley Ruggles – Właściciel statku
- Edna Purviance – Córka właściciela statku
- Leo White – Trzeci oficer
- Lee Hill – Żeglarz
- Fred Goodwins – Chłopak w kombinezonie
- John Rand – Kucharz
- Paddy McGuire – Marynarz
- Billy Armstrong – Marynarz
- Bud Jamison – Drugi oficer pokładowy